# Východopanonská pánev
Východopanonská pánev (slovensky Východopanónska panva, maďarsky Keleti Kárpát-medence („Východní Karpatská kotlina“), ukrajinsky Тисо-Дунайська низовина, Tyso-Dunajs'ka nyzovyna, rumunsky Câmpia de Vest) je rozlehlá pánev ve Střední Evropě mezi Karpaty a Dinaridy. Z hlediska geomorfologické hierarchie jde o provincii subsystému Panonská pánev. Název dostala po bývalé římské provincii Pannonia.
Východopanonská pánev zasahuje na území Slovenska, Maďarska, Ukrajiny, Rumunska a Srbska. Na severu a východě ji obepínají Karpaty. Na jihovýchodě se Panonská pánev protahuje kotlinou Velké Moravy až k soutoku Západní a Jižní Moravy, tedy k hranici Karpat s Dinaridy.
Východopanonskou pánev odvodňuje Dunaj a jeho přítoky, zejména Tisa.
Členění Východopanonské pánve:
- Východopanonská pánev (Východopanónska panva)
  - Velká dunajská kotlina (Veľká dunajská kotlina, Alföld, Câmpia Tisei)
    - Východoslovenská rovina (Tiszamenti síkság, Закарпатська низовина, Câmpia Someșului)
    - Východoslovenská pahorkatina
    - Dunamenti síkság (Dunavska nizija) ((Velká) Podunajská nížina)
    - Mezőföld
    - Duna-Tisza közi hátság (Bačka lesna zaravan) (Dunajsko-tiské meziříčí, Báčská sprašová plošina)
    - Észak-Alföldi síkság (Severotiská nížina)
    - Nyírség
    - Hajdúság (Hajducko)
    - Nagykunság-Hortobágyi-rónaság (Velkokumánsko-hortobáďská rovina) a Hortobágyi puszta
    - Berettyó-Körösökmenti síkság (Câmpia Crișurilor) (Berettyó-Krišská nížina)
    - Maros hordalékkúp-síkság (Câmpia Mureșului) (Murešská zvlněná nížina, Murešská nížina)
    - Câmpia Timișului (Tamiška nizija) (Timišská nížina)
      - Kudrički vrh

    - Banatska lesna zaravan (Banátská sprašová plošina)
      - Velika Peščara

    - Velikomoravska udolina (Velkomoravský úval)
    - Savska nizija (Posavina) (Sávská nížina)
    - Dravska nizija (Podravina, Drávamenti síkság) (Drávská nížina)
    - Belső-somogyi homokos hordalékkúp (Pahorkatina vnitřní Šomodi)